# Великий Карузо (фільм, 1951)
«Великий Карузо» (англ. The Great Caruso) — американський музичний біографічний фільм 1951 року режисера Річарда Торпа. Головну роль Енріко Карузо (1873—1921) зіграв американський співак і актор Маріо Ланца (1921—1959). Сценарій фільму написаний на основі книги спогадів дружини Карузо та інших матеріалів.

## Сюжет
У фільмі великий тенор Маріо Ланца своєю грою та співом розповідає нам про основні події з життя його попередника, теж великого тенора — Енріко Карузо. Енріко зростав у Неаполі, де співав у церковному хорі. Там, ще хлопчиком, він втратив матір і там він знайшов свою першу любов — Мюзетту. Він мав прекрасний голос, який вивів його на найкращі оперні сцени світу. У фільмі звучать арії з відомих опер Верді, Леонкавалло, Россіні, Доніцетті, Пуччіні та інших знаменитих композиторів. Однак, життя на сцені це не тільки квіти та оплески. Як і в кожної людини, у житті великого співака теж немало розчарувань та втрат.

## Ролі виконують
- Маріо Ланца — Енріко Карузо
- Анна Блайт[en] — дружина Дороті Бенжамин
- Дороті Кирстен[en] — Луїза Геґа
- Ярміла Новотна[cs] — Марія Селка
- Людвіг Донат[de] — Альфред Брацці
- Бланш Тебом[en] — вокаліст

## Навколо фільму
- Фільм мав величезний комерційний успіх. Кінокомпанія Metro-Goldwyn-Mayer одержала прибуток 3,977 мільйонів доларів.
- У фільмі Карузо вмирає на сцені Метрополітен-опера в Нью-Йорку після крововиливу в горлі. Насправді він помер від перитоніту 2 серпня 1921 у Неаполі, після декількох місяців хвороби і різних хірургічних процедур.
- Маріо Ланца був успішним у кінематографі. Крім фільму «Великий Карузо», він брав участь у таких фільмах: «Опівнічний поцілунок»[en] (That Midnight Kiss, 1949), «Рибалка з Нового Орлеана» (1950), «Принц-студент» (The Student Prince, 1954) та інші.[1]

## Нагороди
- 1952 Премія «Оскар» Академії кінематографічних мистецтв і наук (США):
  - за найкращий звук — Дуглас Ширер
- 1952 Премія американського кіножурналу Фотоплей[en], (Photoplay Awards, США):
  - найпопулярніша кінозірка (чоловік) — Маріо Ланца